# Peter Ricketts
Peter Forbes Ricketts, né le 30 septembre 1952 à Sutton Coldfield, est un diplomate britannique, ambassadeur du Royaume-Uni en France entre janvier 2012 et février 2016.

## Biographie
Peter Rocketts suit des études à la Bishop Vesey’s Grammar School (Sutton Coldfield), puis au Pembroke College (Oxford) en littérature anglaise.
Peter Ricketts commence sa carrière en 1974 au Bureau des Affaires étrangères et du Commonwealth en tant que secrétaire de Geoffrey Howe. Il est nommé à divers postes à Singapour, Washington D. C. et Paris, puis est le représentant pour la Grande-Bretagne de l'Otan à Bruxelles jusqu'en juillet 2006.
Il est porte-parole pour le Joint Intelligence Committee au moment de l'Iraq Inquiry en 2009, puis le secrétaire permanent du Bureau des Affaires étrangères et du Commonwealth avant d'être nommé conseiller à la Sécurité nationale auprès du Premier Ministre.
Il est créé baron Ricketts, à titre viager, en 2016.

## Distinctions
- 2014 : Ordre royal de Victoria (GCVO)
- 2011 : Ordre de Saint-Michel et Saint-Georges (GCMG)